# Rolf H. Dittmeyer
Rolf H. Dittmeyer (* 27. April 1921 in Laage; † 17. Mai 2009 in Hamburg-Rissen) war ein deutscher Unternehmer im Bereich Früchte und Fruchtsäfte und Gründer der Getränkemarken Valensina und Punica.

## Leben
Dittmeyer stammte aus der mecklenburgischen Stadt Laage bei Rostock. Nach seiner Entlassung aus amerikanischer Kriegsgefangenschaft begann er 1947, in Rostock Philologie und Anglistik zu studieren.
Nach einer Lehre in der Fruchthandelsabteilung der Firma von Richard Ernst Moser baute er ab 1955 für den Lebensmittel-Großhändler Edeka ein Vertriebsnetz für Frischfrüchte auf. 1960 machte sich Dittmeyer mit der Idee selbstständig, im Ernteland direkt in Flaschen gefüllte Fruchtsäfte zu produzieren. Den Markennamen „Valensina“ erfand seine Frau Hannelore 1967. Mit seinen Fruchtsäften war er von 1972 bis 1984 Exklusivlieferant der Olympischen Spiele. Die Marke „Punica“ entstand 1975. Ab 1979 begann Dittmeyer, an der spanischen Atlantikküste die größte Orangen-Plantage Europas aufzubauen.
Nach einem Hörsturz 1984 veräußerte Dittmeyer seine Firmengruppe an den US-amerikanischen Konsumgüterproduzenten Procter & Gamble. In den Jahren 1988 bis 1992 trat Dittmeyer persönlich in Fernsehwerbespots auf, in denen er mit dem Satz „Entweder frisch gepresst oder Valensina“ für Valensina warb. In den Medien wurde über ihn als „Onkel Dittmeyer“ gesprochen. Die Musikgruppe Die angefahrenen Schulkinder erregte 1991 mit „Tötet-Onkel-Dittmeyer“-T-Shirts und entsprechenden Liedzeilen einen Skandal. Gegen die Verbreitung der T-Shirts blieb eine Klage erfolglos.
1998 kaufte Dittmeyer die Marke Valensina zurück und baute in Bremen mit der Dittmeyer KG und rund 50 Beschäftigten eine eigene Produktion auf. Im Juli 2001 musste er Insolvenz anmelden. Seitdem gehört Valensina zur sportfit Fruchtsaft GmbH & Co. KG in Rheinberg.
Bis zu seinem Tod 2009 lebte er in Rissen im Westen von Hamburg. Er wurde auf dem Nienstedtener Friedhof in Hamburg bestattet.